# Hagelkreuzstraße 3b (Mönchengladbach)

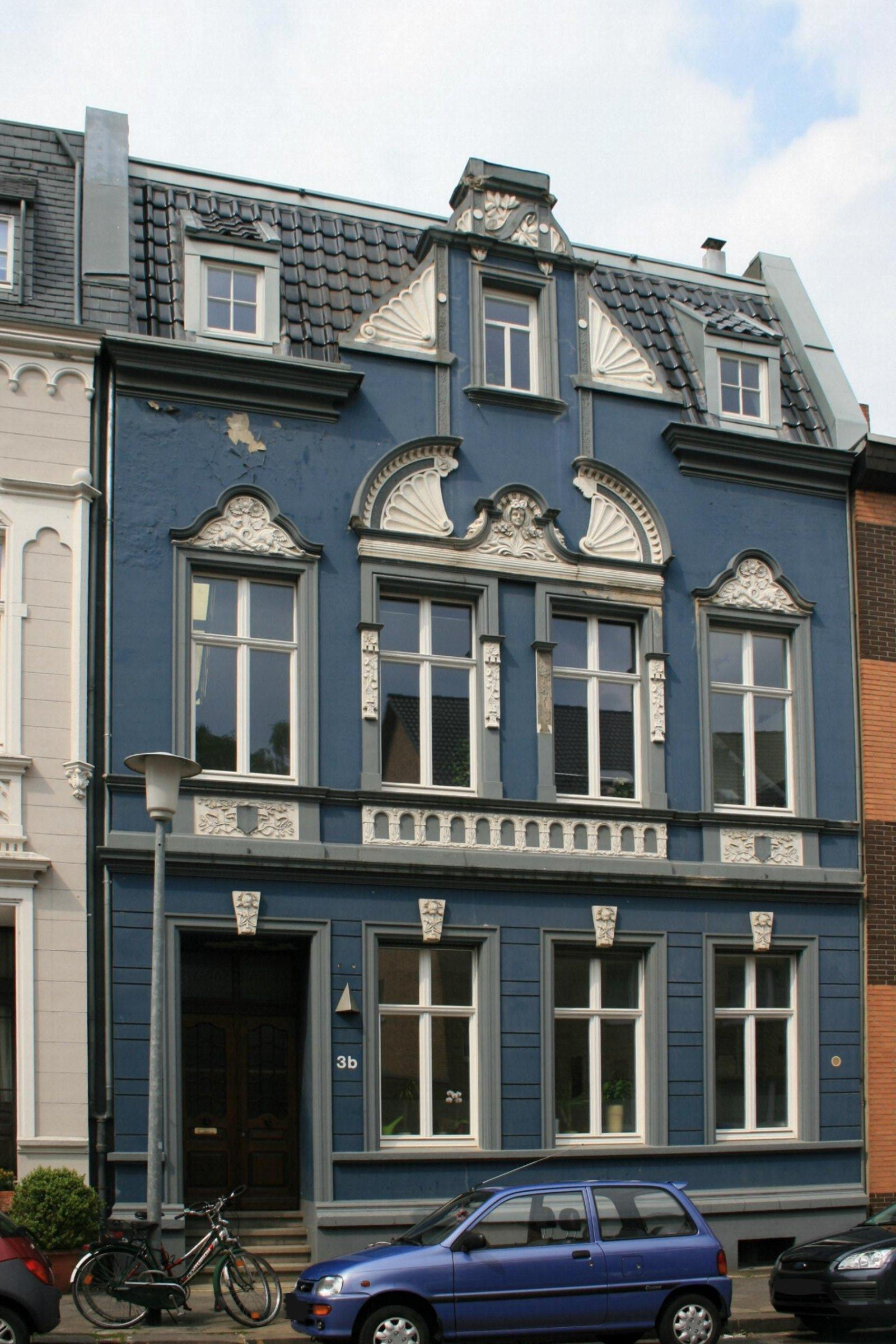
Wohnhaus (2010)

Das Wohnhaus Hagelkreuzstraße 3b steht in Mönchengladbach (Nordrhein-Westfalen).
Das Gebäude wurde Anfang des 20. Jahrhunderts erbaut. Es wurde unter Nr. H 003  am 4. Dezember 1984 in die Denkmalliste der Stadt Mönchengladbach eingetragen.

## Architektur
Die Häuser 3a + 3b sind als Vierfenster-Häuser mit links- bzw. rechtsseitigem Hauseingang und Treppenhaus aufeinander gestalterisch bezogen.
Das zweigeschossige Wohnhaus mit Mansarddach hat eine waagerechte Fassadengliederung. Auf einem einfach geputzten Kellersockel ist die Erdgeschossfassade angeordnet mit rechts drei Fenstern und links dem zweiflügeligen Hauseingang mit Differenztreppe. Die Fenster haben Fenstergewände und mit Blumenschmuck betonte Schlusssteine.